# Trzebiec (Białogard)
Trzebiec (deutsch Neuhof bei Podewils, Kreis Belgard) war eine kleine Ortschaft in der polnischen Woiwodschaft Westpommern.
Trzebiec lag 13 Kilometer südwestlich von Białogard und drei Kilometer südwestlich von Podwilcze (Podewils), mit dessen Gemeindebezirk es seit alters her immer verbunden war und bis heute noch ist. Der Ort ist nur über einen Landweg zwischen Podwilcze und Dołganów (Dolgenow) zu erreichen.
Bis 1945 war Neuhof ein kleiner Gutsbetrieb mit einigen Häusern für die Gutsarbeiter. Letzte Gutsbesitzerin war die Familie Rusch, nachdem mehrfach die Besitzer gewechselt hatten. Den Ort prägte eine über 600 Jahre alte Linde.
Neuhof gehörte zum Landkreis Belgard (Persante) und lag im Amts- und Standesamtsbezirk Rarfin. Kirchlich gehörte es zur Kirchengemeinde Podewils im Kirchspiel Rarfin und liegt heute im Kirchspiel Koszalin (Diözese Pommern-Großpolen) der polnischen Evangelisch-Augsburgischen Kirche.